# 富籤
富籤・富くじ（とみくじ）は、富突きともいい、主に江戸時代に行われた寺社普請の為の資金収集の方法。
明治以降、刑法にいう「富くじ」の販売・取次・授受は禁止されており（刑法187条）、寺社や商店街などでは無料で券を配布する福引が「富くじ」と呼称されていることもある（#法規制参照）。また当せん金付証票法に基づく宝くじのように法律で公認されているものもある。

## 概要
富札を売り出し、木札を錐で突いて当たりを決め、当たった者に褒美金すなわち当額を給する。富札の売上額から褒美金と興行費用とを差し引いた残高が興行主の収入となる仕組みである。
江戸時代中期の享保年間以後、富籤興行を許されたのは主に寺社である。富籤の販売収入の他にも、当金額の多い者から冥加（みょうが）として若干を奉納させた。
近代になると、金銭が絡む富籤は賭博として取り締まられた。第二次世界大戦中の1945年（昭和20年）7月には、政府が戦費調達と戦勝祈願を兼ねて「勝札」を売り出したものの直後に敗戦となり、「負札」と揶揄された。戦後は地方自治体の資金調達など公共目的の宝くじが販売されている。

### 方法
抽せん方法
始めに、大きな箱に、札の数と同数の、番号を記入した木札を入れる。続いて箱を回転し、側面の穴から錐を入れて木札を突き刺し、当せん番号を決める。そして当せんした富札の所有者に、あらかじめ定めた金額を交付する。
配当方法
当せんにはいくつか方法があり、次第に複雑化していった。
当には、本当（ほんあたり）が1から100まである。つまり100たび錐で札を突くのであり、たとえば第1番に突き刺したのが300両、以下5回目ごとに10両、10回目ごとに20両、50回目は200両、100回目（突留（つきとめ））には1000両、という様に褒美金がもらえる。
これらの21回数を節（ふし）という。節を除いた残り（平（ひら）という）に、何回目ということをあらかじめ定め、間々（あいあい）といって、少額金を与えることがあった。節の番号数の前後の番号にいくばくかの金額を与えたが、これを両袖といった。袖といって、両袖のかたわらの番号に、少額のものをくれることがあった。
札数が大多数に上る時は、番号には松竹梅、春夏秋冬、花鳥風月、または一富士、二鷹、三茄子、五節句、七福神、十二支という様に大分類を行い、そのそれぞれに番号を付け、たとえば松の2353番が当せんした時は竹、梅の同番号の札にもいくぶんかの金額を与えることがあった。これを印違合番（しるしちがいあいばん）といった。
この場合、両袖が付けてあると、各印ごとに300枚ずつ金額の多少にかかわらず当たるわけで、本当の他は花といった。元返（もとがえし）といって、札代だけを返すものもあった。たとえば、頭合番999人に渡すとあれば、当たった3300という番号だけを除き、3000代の番号どれにも元金だけを返してくれる。突留の頭合番に渡すという方法もあった。
当せんした者は褒美金全部を入手したのではなく、突留1000両を得たものはその100両を修理料として興行主に贈り、100両を札屋に礼として与え、その他諸費と称して4、50両取られたから、実際に得るところはおよそ700余両であった。これは平（ひら）の当（あたり）まで同じである。
販売・購入方法
興行主において数千または数万のくじ札（富札）を作り、それに番号を付ける。日を定めて抽せんされる。
仮に興行主から富札店（札屋）が富札1枚を銀12匁で買い入れたとすると、札屋はこれに手数料を取って13、14匁で売り出す。売り出す時は当局に申告するため定価があったが、札屋から庶民に売るものは、その時の人気で上下した。
1人で数枚を買うこともできたし、1枚を数人で買うこともできた。後者は割札といい、本札は取次人の手に留めて仮札をもらう。半割札を買った場合、褒美金はもちろん2分の1になる。4つに分けたものを4人割といった。

## 歴史

### 起源
日本の富くじの起源は摂津国箕面（現在の大阪府箕面市）の瀧安寺といわれている（1624年頃には瀧安寺の富会として知られていた）。最も古い記述としては鎌倉時代の『夫木集』にある藤原兼隆の歌に、瀧安寺の箕面富に関する記述があり、これが起源ではないかとされている。そこからすると約950年前にはその実があったと言える。当初は金銭の当たる籤ではなく、弁財天の御守「本尊弁財天御守」が当たるものだったようである。瀧安寺の箕面富は江戸時代になっても人気であったことが『摂津名所図会』に描かれている。2009年から健康祈願という本来の目的・方式で復活し、毎年10月10日に行っている。
富会は新年の縁起物としての行事であった。自身の名前を書いた木札を納めその中から「きり」で突いて抽せんしたのが始まりと言われる。当せん者はお守りが貰えただけであったが、次第に金銭が副賞となり賭博としての資金収集の手段となった。

### 幕府の対応

#### 綱吉 - 吉宗の治世
江戸初期、富籤の流行が過熱したため1692年（元禄5年）に徳川綱吉は江戸市中での富突講や二百人講を禁止した。
募金を目的とする富籤は江戸時代初期の寛永頃、既に京都で行われていたらしく、1692年（元禄5年）5月の町触にはその禁止がある（『正宝事録』八には、「元禄五壬申年（改行）覚（改行）一 比日町中にてとみつき講と名付 或ハ百人講と申 大勢人集をいたし 博奕がましき儀仕由相聞 不届に候 向後左様之儀一切仕間敷候　若相背博奕の似寄たる儀仕者於レ有レ之ハ 本人ハ不レ及レ申 名主家主迄曲事ニ可二申付一者也（改行）申五月（改行）右は五月十日御触　町中連判」とある）。
ところが元禄期以降、幕府財政は窮乏したため、寺社にかぎり修復費用調達のための富くじの発売を許可することとし、綱吉は江戸・谷中の感應寺の銭富を初めて公認した（御免富）。
1730年（享保15年）、徳川吉宗は京都・仁和寺の宅館修復のため、江戸・音羽の護国寺での富突の実施を許可。 以降、富籤は主に寺社の修理費用に充てるために興行された。このため、許可は寺社奉行に出願することとなり、抽籤の際には与力が立ち会った。
一方でこの頃から隠富や影富と呼ばれる幕府非公認の富籤も流行することとなった。

#### 上方の特色
京阪では当富（あたりとみ）の番号を大幟に記して、札屋の軒前に立てかけるものもあり、たとえ当札のない店でもこれを模造して立てた。富籤興行の当日、「御はなし御はなし」と声高く叫びながら市中を駆け回り、番号を書いた紙片を売り歩く者もあったが、これは当の番号に対して賭をするもので、これを第付（だいづけ）というと『守貞漫稿』にはある。町触にある陰富（かげとみ）は、これをさす。

#### 江戸の陰富
江戸において富札は初期には一枚一分（1/4両）。一時期は二分（1/2両）（一分は現在の価値に換算して約33,000円）となり、文化・文政期でも二朱（1/8両）とかなり高額であったので、一般庶民は一枚の富くじを数名で買う「割り札」をした。もっと手軽に庶民が手を出したのが陰富で勝手に個人で富札を作り一文程度で売りさばいた。公式の番号が発表になると瓦版にして翌日配り同じ番号のものに八倍の八文にして返した。当然非合法であり当局に知れれば処罰されるので、当選番号を配るときは、「富くじの当たり番号だよ」と触れ回ることは出来なかったのでたんなる瓦版売りをよそおい「お話だよ」「お話だよ」と触れ歩いた。これが大人気で最初は長屋の職人のお慰みであったが後には武士階級にも広がり、御三家のひとつの水戸家でも陰富の勧進元となった。それを種に茶坊主の河内山宗春が強請りをしたという。なお、この強請りを脚色した河竹黙阿弥が1881年(明治14年)3月、新富座に書き下ろした「天衣紛上野初花(くもにまごう・うえののはつはな)」(河内山)で、初演時には全七幕の通し狂言のうち五幕目第二場「比企屋敷の場」第三場「同奥座敷の場」で、旗本・比企東左衛門が闇興行している陰富の情景が再現された。これは、先にやはり同屋敷で開かれた台付といういかさま賭博で二百両騙り取られた蔵前の鳥屋、伊勢屋の手代・半七に頼まれ、悪御家人直侍こと片岡直次郎が、陰富と賭博をネタに東左衛門を強請って二百両を取り返すという筋である。この場は1926年(大正15年)11月、帝劇において四幕目「比企屋敷陰富の場」として現在までただ一度だけ再演されたが、再演当時の水谷幻花の劇評(「演芸画報」掲載)には、本来ならこの場は丁半の賭場であるべきだが、初演時、舞台に賭場の場は禁物であるので、陰富の場に変えられたこと、また、大正末年の当時は作者、出演者ほか関係者全員が陰富のことはほとんど何も知らないため、①函も振らずにいきなり錐で札を突くのはおかしい　②陰富でも、札を突くのは子供に限ったのに、芝居ではいい大人が、しかも本来諸手で拝み突きにすべきところを、「片手で錐の棒を函の中に入れて掻廻してゐるのが、どうやら溝の中へ落した財布を捜してゐる様」で変だと、幕末当時を記憶している数少ない年配の御見物が「ブツブツ仰しやつた」とあり、悪所を含む江戸の世態風俗の風化を嘆く論評を加えている。

#### 家斉の治世
徳川家斉は1796年（寛政8年）に隠富や影富を禁止すると、1811年（文化8年）には富興業を都市の繁栄に利用しながら興業利益を独占するため、目黒の瀧泉寺と湯島天神（と北野山梅園寺喜見院、現在の心城院）に富籤を許可した。これにより谷中の感應寺、目黒の瀧泉寺、湯島天神は「江戸の三富」と称されるほど盛んであったという。このころ幕府の御免富以外の富籤が各地で行われていた。

#### 寛政の改革 - 天保の改革
寛政の改革期は、松平定信によって江戸・京都・大阪の3箇所に限られ、あるいは毎月興行の分を1年3回とするなど抑制されたが、文政、天保年間に入ると再び活発化し、手広く興行を許され、幕府は9年、三府以外にもこれを許可し、1年4回の興行とし、口数を増やし、1ヶ月15口、総口数45口までは許可する方針をとった。
江戸では、享保期の江戸の三富に加え、文政以降になると興行元は数十箇所へ増加した。主な寺社として浅草八幡宮、浅草観音、浅草三社、浅草念仏堂、浅草大神宮、浅草焔魔堂、本所回向院、深川霊岸寺、芝明神、愛宕山、西久保八幡宮、白山権現、根津権現、平川天神などがある。突富興行御免を受けた寺社は毎月または1年数回興行したので、好都合な財源であった。
これは、1842年（天保13年）3月8日に水野忠邦が突富興行を一切差止するまで続いた。

## 法規制
現代では刑法の富くじ販売・取次・授受罪（刑法187条）により富くじの販売・取次・授受は禁止されている。これに対して一般に福引と呼ばれるものは券そのものを販売するのではなく買物時などに無料配布するもので落選者が財産を失う関係にないから刑法の「富くじ」には該当しない。催事によってはくじを無料配布する福引が「富くじ」と呼称されていることもある。なお、くじが有料で販売されたもので、それにより落選者が財産を失う関係にある場合には刑法に抵触するおそれがある（福引を参照）。
当せん金付証票法に基づく「宝くじ」のように法令による行為（刑法35条）として特例的に認められているものもある。

## 芸能・創作における富籤

### 小説
『東海道中膝栗毛』で、大坂の高津神社の富くじがエピソードの一つとして取り入れられている。富くじに当たった弥次喜多は浮かれて大散財をするが、結局勘違いであったことが判明する。当時の富くじの具体的な運営などが詳細に描かれている。
『お江戸の百太郎 秋祭なぞの富くじ』（那須正幹） - 「ズッコケ三人組」の那須正幹が描く本格捕り物帳「お江戸の百太郎」シリーズの第5弾。「富くじ」で一等をあてた魚屋の菊蔵が殺され、百太郎が事件の真相を追う。

### 落語
『御慶』『富久』『水屋の富』『宿屋の富（上方落語では『高津の富』）』が富籤を題材としている。

### 時代劇
一攫千金を夢見る庶民の悲喜劇や、陰富（隠れ富）を売りながら当籤金を渡さない不正がしばしば登場する（『暴れん坊将軍II』第122話「秘めた誓いの夢千両!」等）。